# Цианид магния
Циани́д ма́гния (циа́нистый ма́гний), химическая формула — Mg(CN)₂ — неорганическое соединение, соль магния и синильной кислоты.

## Физические свойства
При стандартных условиях цианид магния представляет собой белое кристаллическое вещество. Водные растворы подвергаются гидролизу с образованием токсичного синильного водорода. Распадается при 500 °C.

## Получение
Цианид магния получают путём соединения металлического магния и синильной кислоты в присутствии жидкого аммиака для предотвращения гидролиза продуктов реакции. В результате образуется аммонийная форма цианида магния, который в последствии деаммонизируется нагреванием при температуре от 180 °C до 230 °C:
{\displaystyle {\ce {Mg + 2HCN + 2NH3 -> Mg(CN)2*2NH3}}}
{\displaystyle {\ce {Mg(CN)2*2NH3 ->[t] Mg(CN)2 + 2NH3}}}

## Применение
Цианид магния используется для фумигации в целях борьбы с насекомыми.

## Токсичность
Цианид магния, как и все цианиды, чрезвычайно ядовит. При попадании в организм он ингибирует ферменты тканевого дыхания, и ткани теряют способность усваивать кислород из крови.